# Anuga glaucopoides
Anuga glaucopoides là một loài bướm đêm trong họ Noctuidae.